# Венгожино
Венгожино (пољ. Węgorzyno) је град у Пољској у Војводству Западно Поморје у Повјату лобеском. Према попису становништва из 2011. у граду је живело 2.932 становника.
.

## Становништво
Према прелиминарним подацима са пописа, у граду је 2011. живело 2.932 становника.
| 2002. | 2011. | 2012. |
| ----- | ----- | ----- |
| 2.998 | 2.932 | 2.906 |